# ویلیام اس. سدلر
ویلیام اس. سدلر (انگلیسی: William S. Sadler؛ ۲۴ ژوئن ۱۸۷۵ – ۲۶ آوریل ۱۹۶۹) یک جراح، و روانپزشک اهل ایالات متحده آمریکا بود.